# Welcome to Jamrock
A Welcome to Jamrock Damian Marley harmadik lemeze. 2006-ban két Grammy-díjat is kapott.

## Számok
1. Confrontation
2. There for You
3. Welcome to Jamrock
4. The Master Has Come Back (2. nemzetközi kislemez)
5. All Night (featuring Stephen Marley)
6. Beautiful (feat. Bobby Brown) (3. nemzetközi kislemez)
7. Pimpa’s Paradise (feat. Stephen Marley and Black Thought)
8. Move!
9. For the Babies (feat. Stephen Marley)
10. Hey Girl (feat. Stephen Marley és Rovleta Fraser)
11. Road to Zion (feat. Nas) (amerikai 2. kislemez)
12. We’re Gonna Make It
13. In 2 Deep
14. Khaki Suit (feat. Bounty Killer és Eek-a-Mouse)
15. Carnal Mind (bónuszdal a brit kiadáson)